# ORIX
ORIX K.K. (jap. オリックス株式会社, Orikkusu Kabushiki kaisha) ist ein japanisches Unternehmen mit Sitz in Tokio.
Das Unternehmen ist als Investmentbank tätig und bietet Finanzdienstleistungen für seine Kunden an.

## Geschichte
Am 17. April 1964 wurde ORIX gegründet. 2006 erwarb das Tochterunternehmen ORIX USA die US-amerikanische Investmentbank Houlihan Lokey  in Kalifornien.
ORIX ist Eigentümer des japanischen Baseballteam Orix Buffaloes im Nippon Professional Baseball.